# Przeziernikowate Polski
Przeziernikowate Polski – lista 31 gatunków motyli z rodziny przeziernikowatych (Sesiidae) zaliczanych do fauny Polski:
- przeziernik bukowiec (Synanthedon vespiformis[1])
- przeziernik brzozowiec (Synanthedon scoliaeformis[1])
- przeziernik dębowiec (Synanthedon conopiformis[1])
- przeziernik jabłoniowiec (Sesia myopaeformis, =Synanthedon myopaeformis[1])
- przeziernik jodłowiec (Synanthedon cephiformis[1])
- przeziernik kalinowiec (Synanthedon andrenaeformis[2])
- przeziernik komarowiec (Synanthedon culiciformis[1])
- przeziernik malinowiec (Pennisetia hylaeiformis[1])
- przeziernik mróweczka (Synanthedon formicaeformis[1])
- przeziernik olchowiec (Synanthedon spheciformis[1])
- przeziernik osikowiec (Sesia melanocephala[1])
- przeziernik osowiec (Sesia apiformis[1])
- przeziernik porzeczkowiec (Synanthedon tipuliformis[1])
- przeziernik topolowiec (Paranthrene tabaniformis[1])
- przeziernik węgierski (Chamaesphecia hungarica[3][1])
- Bembecia ichneumoniformis[1]
- Bembecia megillaeformis[1]
- Chamaesphecia annellata[1]
- Chamaesphecia empiformis[1]
- Chamaesphecia leucopsiformis[1]
- Chamaesphecia nigrifrons[4][1]
- Chamaesphecia tenthrediniformis[1]
- Paranthrene insolita[1]
- Pyropteron muscaeforme (=Synansphecia muscaeformis[1])
- Pyropteron triannuliformis (=Synansphecia triannuliformis[1])
- Sesia bembeciformis[1]
- Synanthedon flaviventris[1]
- Synanthedon loranthi[5][1]
- Synanthedon mesiaeformis[1]
- Synanthedon soffneri[6]
- Synanthedon stomoxiformis[1]